# Myrcianthes
Myrcianthes är ett släkte av myrtenväxter. Myrcianthes ingår i familjen myrtenväxter.

## Bildgalleri

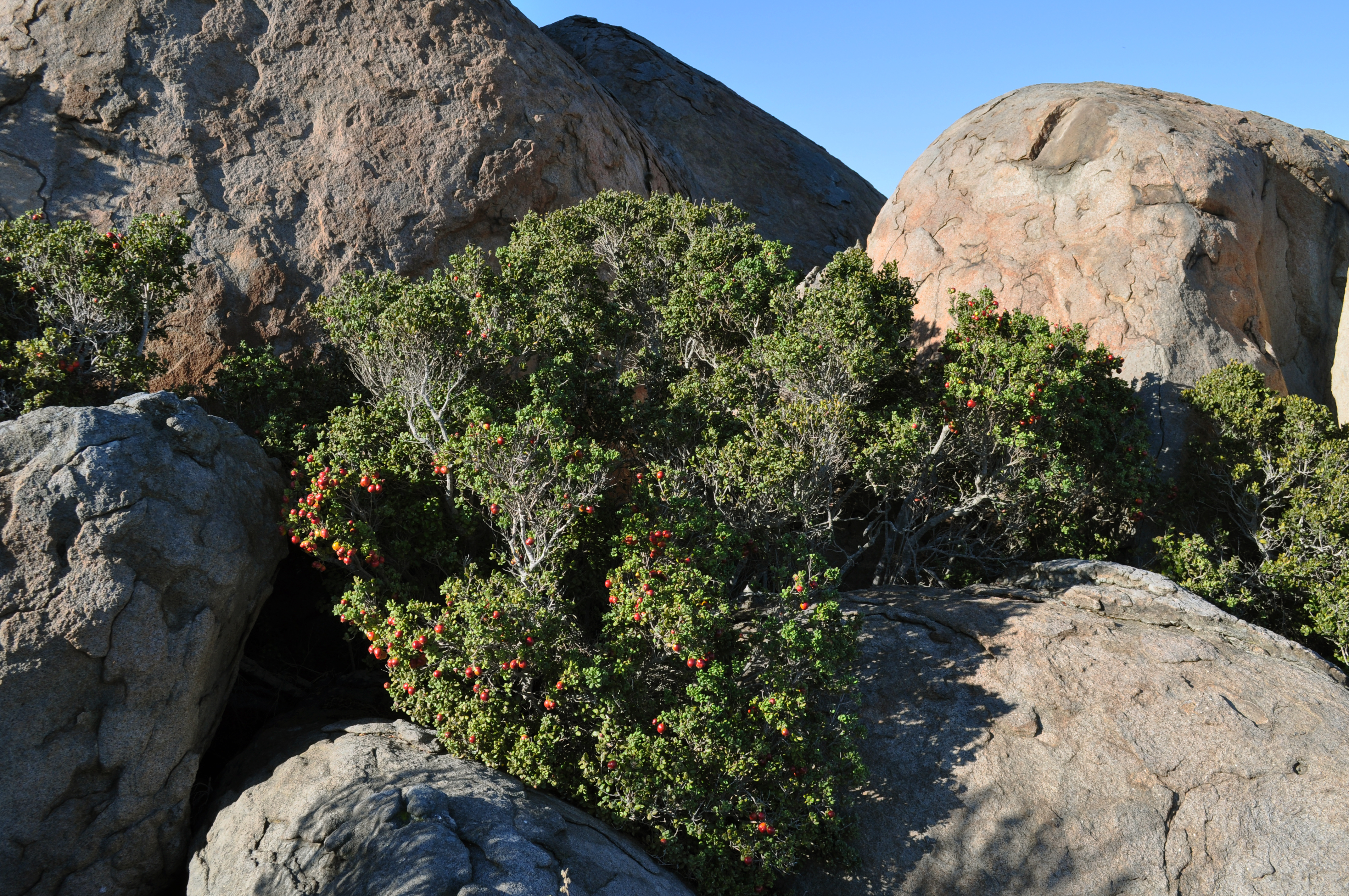
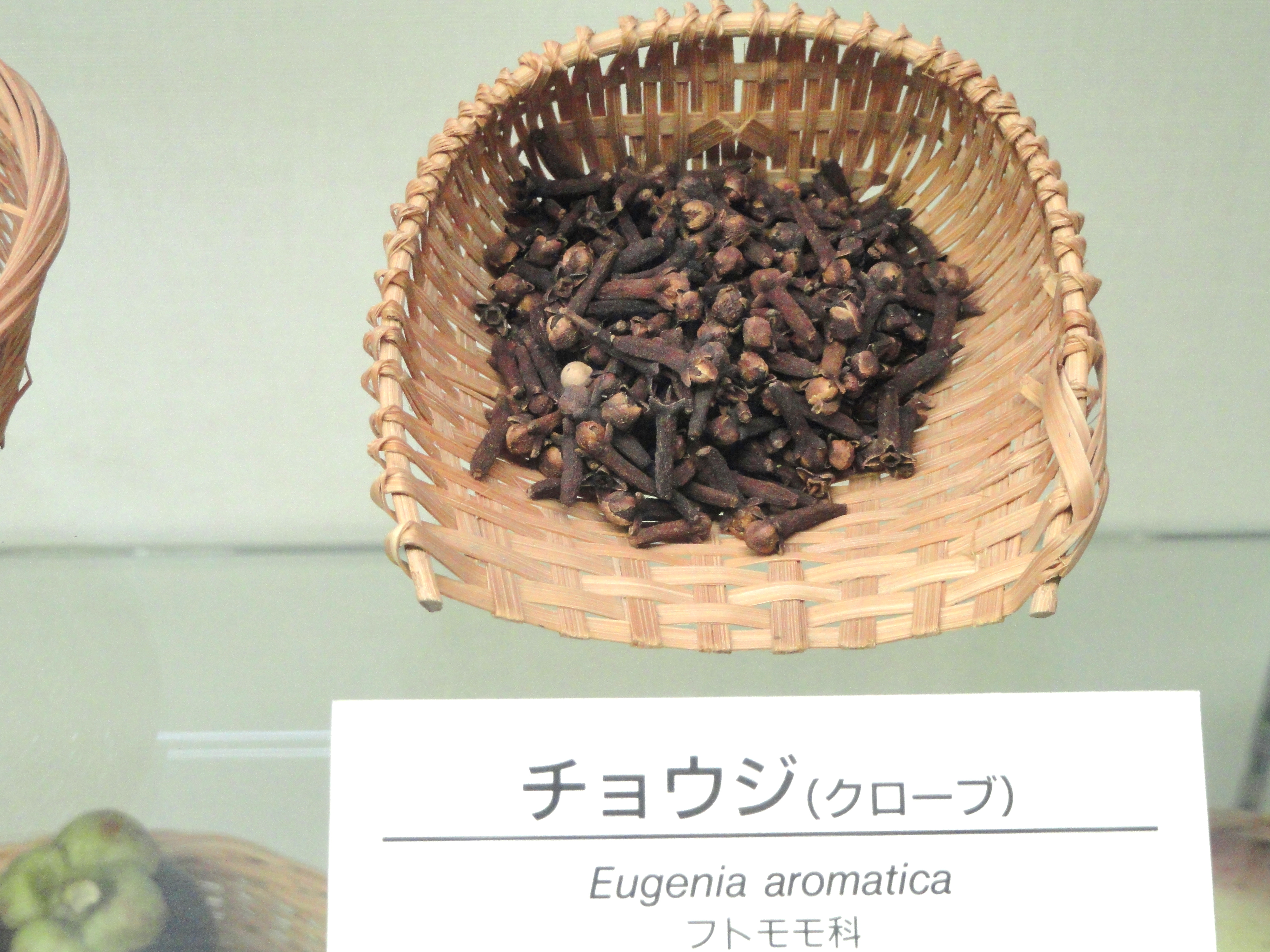
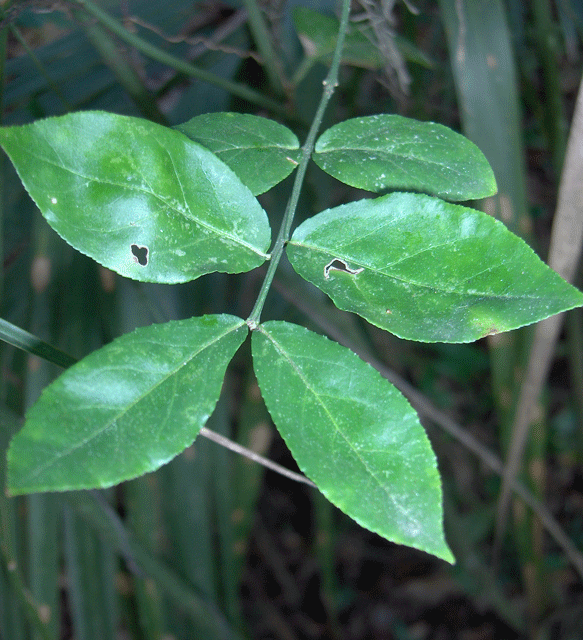
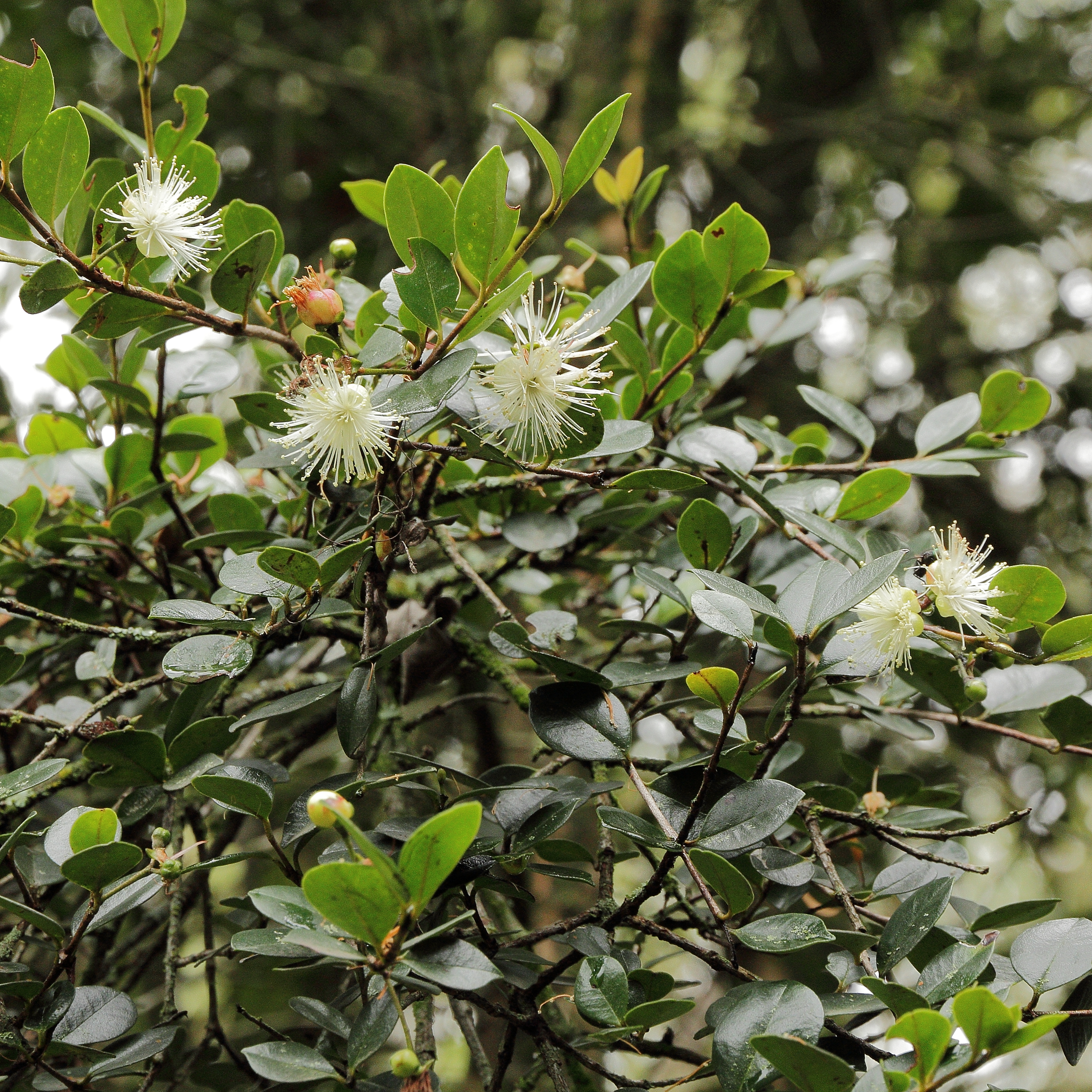
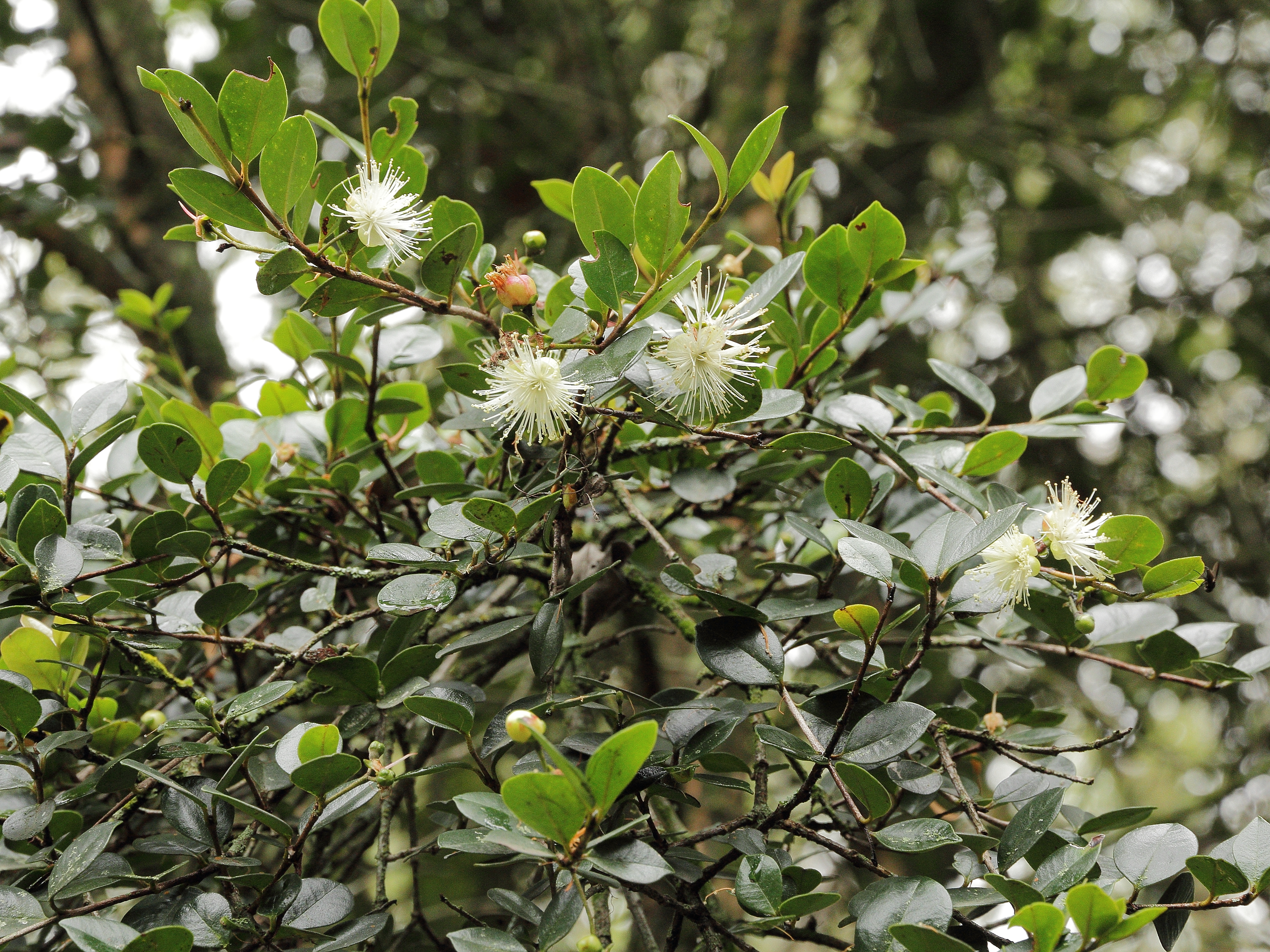
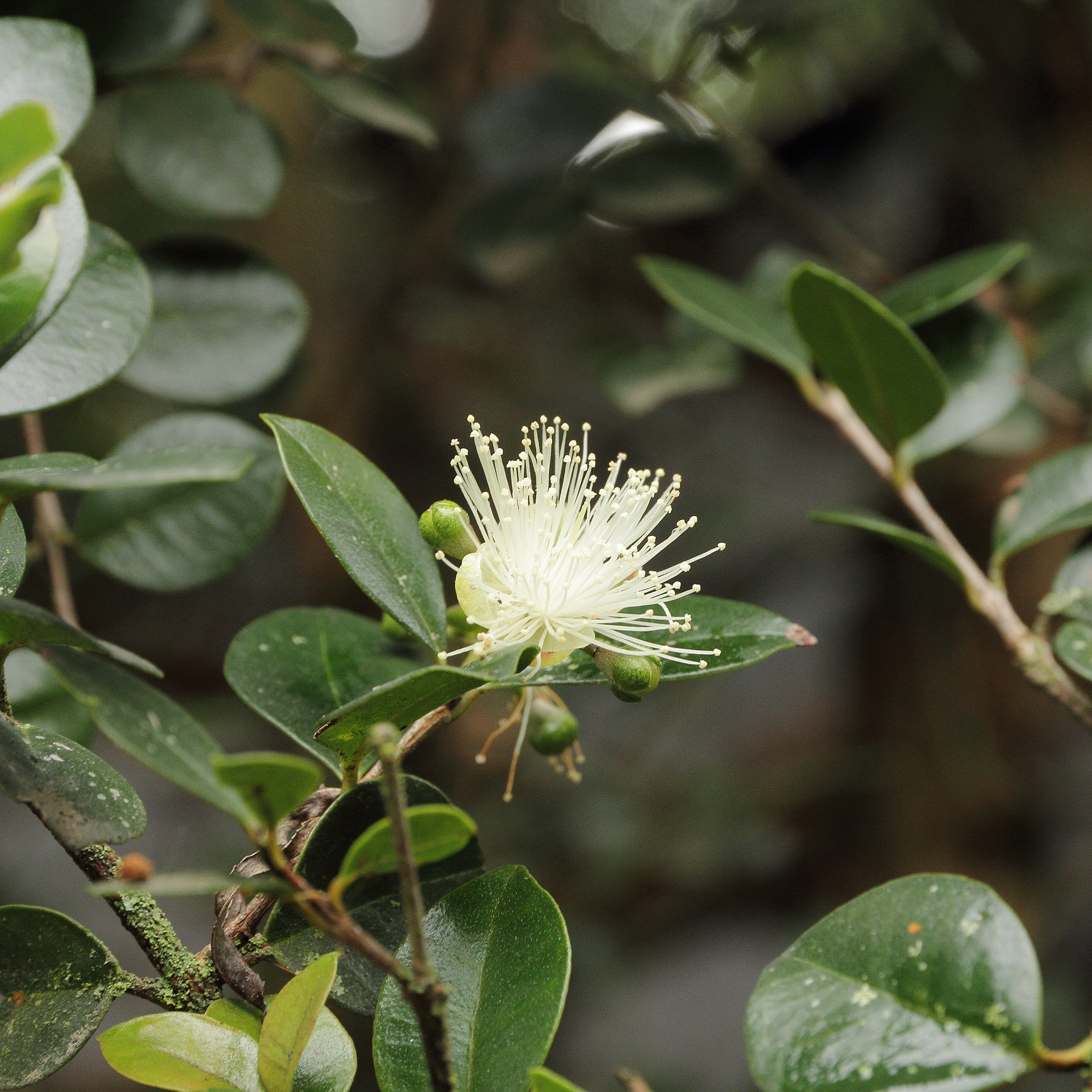

## Dottertaxa tillMyrcianthes, i alfabetisk ordning[1]
- Myrcianthes borealis
- Myrcianthes bradeana
- Myrcianthes callicoma
- Myrcianthes cavalcantei
- Myrcianthes cisplatensis
- Myrcianthes coquimbensis
- Myrcianthes crebrifolia
- Myrcianthes cymosa
- Myrcianthes discolor
- Myrcianthes esnardiana
- Myrcianthes ferreyrae
- Myrcianthes fimbriata
- Myrcianthes fragrans
- Myrcianthes gigantea
- Myrcianthes hallii
- Myrcianthes indifferens
- Myrcianthes karsteniana
- Myrcianthes lanosa
- Myrcianthes leucoxyla
- Myrcianthes lindleyana
- Myrcianthes mato
- Myrcianthes minimifolia
- Myrcianthes myrsinoides
- Myrcianthes oreophila
- Myrcianthes orthostemon
- Myrcianthes osteomeloides
- Myrcianthes pearcei
- Myrcianthes pedersenii
- Myrcianthes prodigiosa
- Myrcianthes pseudomato
- Myrcianthes pungens
- Myrcianthes quinqueloba
- Myrcianthes rhopaloides
- Myrcianthes sessilis
- Myrcianthes storkii